# Бернардо Бертолучи
Бернардо Бертолучи (на италиански: Bernardo Bertolucci) е италиански режисьор и сценарист. 
Носител е на награди „Бодил“, „Златна палма“, „Сезар“, „Златна камера“, БАФТА, две „Европейски филмови награди“, 2 награди „Златен глобус“ и 2 награди „Оскар“. Има звезда на Холивудската алея на славата от 2013 г.
Известни филми, режисирани от него, са „Сухата кумица“, „Конформистът“, „Последно танго в Париж“, „Последният император“, „Открадната красота“, „Мечтатели“ и други.

## Биография
Роден е на 16 март 1940 година в Парма, Италия, в семейството на Нина и Атилио Бертолучи. Баща му е поет и филмов критик, майка му е учителка. Бертолучи започва да пише стихове още на 12 години и скоро печели няколко престижни награди. Завършва литература и философия. След това отива в Рим, където е помощник на Пиер Паоло Пазолини във филма „Безделник“ през 1961 г. На 22 години заснема първия си филм „Сухата кумица“.

## Кариера

### „Последно танго в Париж“
Бумът на италианското кино затихва през 1970-те години, когато филмовата индустрия става жертва на голямата рецесия. Италианските режисьори са все по-често принудени да корпорират филмите си с американски, френски, шведски и други компании, за да могат да ги финансират. Бертолучи не прави изключение. През 1972 г. заснема „Последно танго в Париж“ с участието на чуждестранни актьори в главните роли (Марлон Брандо, Мария Шнайдер). Филмът се счита за скандален, с оглед на секс-сцените, които съдържа. След първата му прожекция в Ню Йорк е цензуриран както в САЩ, така и в Италия. От 1976 до 1981 г. е спрян от екрана.

### Последните филми
По-нататък Бертолучи се връща към интимната тематика от по-рано. През 1996 г. заснема „Открадната красота“, последван от филма „Мечтатели“.

## Филмография

### Режисьор
| година | филм                   | оригинално заглавие             | бележки                    |
| ------ | ---------------------- | ------------------------------- | -------------------------- |
| 1962   | Сухата кумица          | La commare secca                |                            |
| 1964   | Преди революцията      | Prima della rivoluzione         |                            |
| 1968   | Партньор               | Partner                         |                            |
| 1969   | Любов и гняв           | Amore e rabbia                  | сегмент: „Agonia“ (Агония) |
| 1970   | Стратегията на паяка   | Strategia del ragno             |                            |
| 1970   | Конформистът           | Il conformista                  |                            |
| 1972   | Последно танго в Париж | Ultimo tango a Parigi           |                            |
| 1976   | Двадесети век          | Novecento                       |                            |
| 1979   | Луна                   | La luna                         |                            |
| 1981   | Трагедията на шута     | La tragedia di un uomo ridicolo |                            |
| 1987   | Последният император   | L'ultimo imperatore             |                            |
| 1990   | Чай в пустинята        | Il te' nel deserto              |                            |
| 1993   | Малкият Буда           | Piccolo Buddha                  |                            |
| 1996   | Открадната красота     | Io ballo da sola                |                            |
| 1998   | Обсадата               | L'assedio                       |                            |
| 2003   | Мечтатели              | I sognatori                     |                            |
| 2012   | Аз и ти                | Io e te                         |                            |